# Cerro Picacho
Cerro Picacho är ett berg i Mexiko.   Det ligger i kommunen Jesús María och delstaten Aguascalientes, i den centrala delen av landet, 400 km nordväst om huvudstaden Mexico City. Toppen på Cerro Picacho är 2 424 meter över havet.
Terrängen runt Cerro Picacho är platt norrut, men söderut är den kuperad. Runt Cerro Picacho är det tätbefolkat, med 459 invånare per kvadratkilometer. Närmaste större samhälle är Aguascalientes, 14,7 km öster om Cerro Picacho. Trakten runt Cerro Picacho består till största delen av jordbruksmark.